# Gerichtsbezirk Putilla
Der Gerichtsbezirk Putilla (auch: Usćie-Putilla; rumänisch: Putila; ruthenisch: Putyłiw) war ein dem Bezirksgericht Putilla unterstehender Gerichtsbezirk im Herzogtum Bukowina. Der Gerichtsbezirk umfasste Gebiete im Nordwesten der Bukowina bzw. in der heutigen Ukraine. Das Gebiet wurde nach dem Ersten Weltkrieg Rumänien zugeschlagen und kam nach dem Zweiten Weltkrieg an die Sowjetunion. Das Gebiet gehört heute zum ukrainischen Anteil der Bukowina im Südwesten der Ukraine  (Oblast Tscherniwzi bzw. Rajon Putyla).

## Geschichte
Im Zuge der Neuordnung des Gerichtswesen im Kaisertum Österreich waren im Juni 1849 die allgemeinen Grundzüge der Gerichtsverfassung in den Kronländern durch Kaiser Franz Joseph I. genehmigt worden. Hierauf ließ Justizminister Anton von Schmerling Pläne zur Organisierung des Gerichtswesens in der Bukowina ausarbeiten, die der Kaiser am 6. November 1850 per Verordnung ebenfalls genehmigte. Mit der Reorganisation ging die Abschaffung der landesfürstlichen Gerichte ebenso wie der Patrimonial-Gerichte einher, wobei Schmerling ursprünglich die Errichtung von 17 Bezirksgerichten plante und die Bukowina dem Oberlandesgericht Stanislau unterstellt werden sollte. Schließlich schufen die Behörden nur 15 Bezirksgerichte, die man dem Landesgericht Czernowitz bzw. dem Oberlandesgericht Lemberg zuordnete. Die Errichtung der gemischten Bezirksämter, die neben der Verwaltung auch die Justiz zu besorgen hatten, wurde schließlich per 29. September 1855 amtswirksam, wobei der Gerichtsbezirk Putilla aus den Gemeinden Putilla mit Stroronetz, Kisseliceny, Toraki und Sergi Płoska, Dichtenitz, Dołhopole, Jab łonitza, Koniatyn, Petrasza, Rostoki, Stepny mit Stepki sowie Uscie-Putilla mit Marinyczeny gebildet wurde. Für Verbrechen und Vergehen war der Gerichtsbezirk dabei dem Bezirksgericht Storoschinetz unterstellt. Im Zuge der Trennung der politischen von der judikativen Verwaltung bildete der Gerichtsbezirk Putilla ab 1868 gemeinsam mit dem Gerichtsbezirk Wiznitz den Bezirk Wiznitz. Da der Gerichtsbezirk inzwischen aufgelöst worden war, wurde er durch eine per 28. März 1870 wirksam gewordene Verordnung wiedererrichtet. Im Zuge der Verordnung kam es zudem zu einer Reform der Gerichtsbezirke bzw. zu weitreichenden Gebietsänderungen zwischen den Gerichtsbezirken der Bukowina. Neben den Gerichtsbezirken Putilla und Wiznitz entstand per 1. November 1898 auch der Gerichtsbezirk Waschkoutz am Czeremosch, der aus Gemeinden des Gerichtsbezirks Wisnitz gebildet wurde. Der Gerichtsbezirk Waschkoutz am Czeremosch wurde jedoch per 1. Oktober 1903 aus dem Bezirk Wiznitz ausgeschieden und mit dem Gerichtsbezirk Stanestie aus dem Bezirk Storozynetz zum Bezirk Waschkoutz am Czeremosch zusammengefasst.
Der Gerichtsbezirk Putilla wies 1854 eine Bevölkerung von 12.457 Einwohnern auf einer Fläche von 10,9 Quadratmeilen auf. 1869 beherbergte der Gerichtsbezirk eine Bevölkerung von 12.229 Personen, bis 1900 stieg die Einwohnerzahl auf 13.614 Personen an. Von der Bevölkerung hatten 1900 11.682 Ruthenisch (85,8 %) als Umgangssprache angegeben, 1.854 Personen sprachen Deutsch (13,6  %), vier Ruthenisch und 65 eine andere Sprache (0,5 %). Der Gerichtsbezirk umfasste 1900 eine Fläche von 529,80 km² und 11 Gemeinden sowie ein Gutsgebiet.
| Jahr | Ein- wohner | Deutsch- sprachige | Ruthenisch- sprachige | Rumänisch- sprachige | Anders- sprachige |
| ---- | ----------- | ------------------ | --------------------- | -------------------- | ----------------- |
| 1854 | 12.457      |                    |                       |                      |                   |
| 1869 | 12.229      |                    |                       |                      |                   |
| 1880 | 11.365      | 838                | 10.472                | 1                    | 46                |
| 1890 | 12.749      | 1.545              | 11.125                | 0                    | 78                |
| 1900 | 13.614      | 1.854              | 11.682                | 4                    | 65                |